# Simone Hankin
Simone Hankin (Sydney, 28 de fevereiro de 1973) é uma jogadora de polo aquático australiana, campeã olímpica.

## Carreira
Simone Hankin fez parte da geração medalha de ouro em Sydney 2000.